# 7 (альбом Энрике Иглесиаса)
7 или Seven — третий англоязычный и седьмой студийный альбом испанского поп-певца Энрике Иглесиаса, выпущенный 25 ноября 2003 года на лейбле «Interscope». Тираж продаж альбома составил 3 млн экземпляров, из которых около 0,5 млн в США. В России было продано около 15 тыс. экземпляров и получил золотой статус.

## Об альбоме
Иглесиас выступил в роли автора и соавтора для каждого трека на альбоме. Джимми Йовин, представитель лейбла "" и друг Иглесиаса, выступил в роли генерального продюсера. В интервью американскому журналу «Toronto Sun» Энрике сказал, что больше времени уделяет текстам: «Я хотел написать песни, исполняя которые через 10 лет, я бы не чувствовал себя сковано».

## Сертификация и позиции в чартах
Альбом достиг 34 места в «Billboard 200» и был раскуплен тиражом в 349 тыс. экземпляров за первую неделю продаж. В России альбом был раскуплен тиражом в 15 тыс. экземпляров и получил золотой статус.

## Список композиций
01. «Not In Love» (рус. Не влюблён)
- Длительность: 03:37
- Авторы : Э. Иглесиас / М. Тейлор / П. Берри / Ф. Герибайл
- Продюсеры: Э. Иглесиас / М. Тейлор

02. «The Way You Touch Me» (рус. Как ты прикасаешься ко мне)
- Длительность: 03:50
- Авторы : Э. Иглесиас / А. Эндер / Р. Дэвис

03. «Say It» (рус. Скажи это)
- Длительность: 04:21
- Авторы : Э. Иглесиас / А. Эндер / Р. Дэвис

04. «California Callin`» (рус. Калифорния звала)
- Длительность: 03:49
- Авторы : Э. Иглесиас / М. Тейлор / П. Берри

05. «Addicted» (рус. Влюблённый)
- Длительность: 05:00
- Авторы : Э. Иглесиас / М. Тейлор / П. Берри
- Продюсеры: Э. Иглесиас / П. Берри

06. «Break Me, Shake Me» (рус. Ломаешь меня, останавливаешь меня)
- Длительность: 03:38
- Авторы : Э. Иглесиас / А. Эндер / Р. Дэвис

07. «Free» (рус. Свободный)
- Длительность: 03:35
- Авторы : Э. Иглесиас / П. Берри

08. «Be Yourself» (рус. Быть самим собой)
- Длительность: 04:38
- Авторы : Э. Иглесиас / П. Берри

09. «Wish You Were Here» (рус. Хочу, чтобы ты была здесь)
- Длительность: 03:38
- Авторы : Э. Иглесиас / М. Тейлор / П. Берри

10. «You Rock Me» (рус. Ты трясёшь меня)
- Длительность: 03:43
- Авторы : Э. Иглесиас / М. Тейлор / П. Берри

11. «Roamer» (рус. Бродяга)
- Длительность: 03:15
- Авторы : Э. Иглесиас / Т. Бруно / К. ДиоГуарди

12. «Live It Up Tonight» (рус. Оторвёмся этой ночью)
- Длительность: 04:11
- Авторы : Джерадо Лопез, Сандра Байлак, Себастьян Шон

13. «Adicto» (испанская версия «Addicted»)
- Длительность: 05:00
- Авторы : Э. Иглесиас / М. Тейлор / П. Берри

14. «Not In Love» (дуэт с «Келис»)
- Длительность: 03:37
- Авторы : Э. Иглесиас / М. Тейлор / П. Берри / Ф. Герибайл

Бонус-треки на британской версии альбома:
# «Addicted» (MetroMix)
# «Be with You»
Бонус треки на азиатской версии альбома:
# «Addicted» (MetroMix)
# «Addicted»(Glam As You Remix)